# Antonio Puchades
Antonio Puchades Casanova (Sueca, Valencia, España, 4 de junio de 1925 - ib, España, 24 de mayo de 2013) o simplemente Puchades y apodado Tonico, fue un futbolista español. Jugó como centrocampista y desarrolló toda su carrera en el Valencia Club de Fútbol, siendo internacional y mundialista con la Selección de fútbol de España.
La posición en el campo de Puchades era la de centrocampista defensivo, principalmente debido a sus cualidades físicas y a su capacidad para recuperar balones. Tenía una gran calidad técnica, lo que además le permitía construir el juego del equipo desde una demarcación que era clave en una época en la que se jugaba con dos defensas y tres centrocampistas. Para muchos, se convirtió en el mejor centrocampista español de la época. Se convirtió en fijo con la selección española, y contribuyó a que España finalizara cuarta en el Copa Mundial de Fútbol de 1950, donde fue elegido como el mejor centrocampista del mundo.
El estadio principal de la Ciudad Deportiva de Paterna recibe su nombre al Estadio Antonio Puchades, al igual que el estadio de su ciudad natal, el Municipal Antoni Puchades de Sueca, situado en Sueca.

## Trayectoria en el club
Nacido en Sueca, Comunidad Valenciana, siempre jugó como centrocampista defensivo debido a su gran potencia física. No obstante, poseía una gran calidad técnica que le permitía armar el juego ofensivo del equipo desde una posición que era clave en su época en que se jugaba con un sistema 2-3-5, ocupando el puesto central de la línea de tres medios. Ha sido uno de los jugadores más destacados en su puesto de toda la historia del fútbol español, siendo una pieza clave en la mejor clasificación de la selección española en un mundial hasta el de Sudáfrica en 2010, con el cuarto puesto logrado en el mundial de Brasil. Se caracterizaba por su gran presencia física que le permitía ser un incansable recuperador de balones. Poseía una aceptable técnica que era empequeñecida por la de su extraordinario compañero en la media del Valencia CF Pasieguito, con el que formó una colosal pareja debido a su gran compenetración y estilos de juego complementarios. Fue fichado muy joven por el Valencia CF del equipo de su localidad natal. Tras apenas un año en el CD Mestalla debutó con el primer equipo con veintiún años durante la temporada 1946-1947. Durante esta temporada, apenas disputó cuatro partidos que le sirvieron para madurar y para anotarse la única liga de su palmarés. Puchades jugó exclusivamente para el Valencia CF durante su carrera, fichando en 1945 y pasando 12 temporadas en La Liga, con 301 partidos en total.  En su primera temporada con el primer equipo, sin embargo, sólo apareció en cuatro partidos mientras el club ganaba el campeonato nacional,  convirtiéndose en un habitual a partir de entonces.
Puchades se retiró del fútbol en 1958 a la edad de 33 años, debido a los problemas de ciática que le aquejaban de manera permanente en sus últimos años como profesional. Al año siguiente jugó un partido de homenaje contra el OGC Nice  y se retiró totalmente del mundo del fútbol al dedicarse a cuidar las tierras de su familia.
Tras su retirada, recibió varios homenajes en su ciudad natal de Sueca, donde una calle, así como el estadio municipal de fútbol, llevan su nombre.
También lleva su nombre el estadio de la Ciudad Deportiva de Paterna del Valencia CF.
Falleció el 24 de mayo de 2013 en su natal Sueca y el 26 de mayo, en su memoria, se guardó un minuto de silencio en el Valencia CF- Granada Club de Fútbol, en el que se colocó una foto suya junto a dedicatorias y velas en la puerta número 6 del estadio de Mestalla, y en el minuto 6 de partido se ovacionó y se desplegaron dos grandes pancartas en la curva Nord con las palabras Tonico Puchades, formes part d´una gran historia que portem al cor, traducido al castellano: Tonico Puchades, formas parte de una gran historia que llevamos en el corazón.

## Selección nacional
Fue internacional con la Selección nacional de fútbol de España un total de veintitrés  partidos.  Su debut se produjo el 20 de marzo de 1949 ante Portugal en Lisboa con resultado final de empate a uno.
Fue uno de los jugadores más destacados durante el Mundial de Brasil de 1950, en el que la selección española logró su segunda mejor clasificación al quedar cuartos.

### Participaciones internacionales
| Torneo                         | Sede   | Resultado     |
| ------------------------------ | ------ | ------------- |
| Copa Mundial de Fútbol de 1950 | Brasil | Cuarto puesto |

## Clubes
| Club                  | País   | Año       | Partidos | Goles |
| --------------------- | ------ | --------- | -------- | ----- |
| Nastic De Torrelavega | España | 1945-1946 | ¿?       | ¿?    |
| Valencia CF           | España | 1946-1958 | 400      | 50    |

## Palmarés

### Campeonatos nacionales
| Título               | Club        | País   | Año  |
| -------------------- | ----------- | ------ | ---- |
| Liga                 | Valencia CF | España | 1947 |
| Copa del Generalísmo | Valencia CF | España | 1949 |
| Copa del Generalísmo | Valencia CF | España | 1954 |

### Distinciones individuales
| Distinción            | Año  |
| --------------------- | ---- |
| Trofeo Monchín Triana | 1953 |